# Diecéze zelenohorsko-gorzowská
Diecéze zelenohorsko-gorzowská (latinsky Dioecesis Viridimontanensis-Gorzoviensis, polsky Diecezja zielonogórsko-gorzowska) je  římskokatolická diecéze v Polsku, se sídlem v Zelené Hoře, kde se nachází konkatedrála sv. Hedviky, zatímco katedrála Nanebevzetí P. Marie je v městě Gorzów Wielkopolski. Je součástí štětínsko-kamieńské církevní provincie, je tudíž sufragánní vůči arcidiecézi štětínsko-kamieńské. 

## Stručná historie
Diecéze lubušská byla založena v roce 1125 a byla sufragánní vůči hnězdenské arcidiecézi. V roce 1276 bylo její sídlo přeneseno do Górzyce a v roce 1385 do Fürstenwalde/Spree v Braniborsku. V roce 1555 se diecéze sekularizovala v důsledku přechodu k protestantismu. Nástupcem této zaniklé diecéze se stala nově vytvořená diecéze gorzowská, kterou založil papež Pavel VI. bulou Episcoporum Poloniae z 28. června 1972, jíž upravil diecézní hranice mezi západním Polskem a východní částí dnešného Německa. Teritorium diecéze, sufragánní vůči  Hnězdnu, bylo vyčleněno z arcidiecéze hnězdenské, berlínské diecéze a teritoriální prelatury Schneidemühl, která tímto zanikla. V rámci reorganizace polské diecézní struktury papež Jan Pavel II. vydal dne 25. března 1992 bulu Totus Tuus Poloniae populus, kterou mj. změnil jméno diecéze na aktuální název a podřídil ji jako sufragánní arcidiecézi štětínsko-kamieńské. 